# Lijst van voetbalinterlands Brazilië - IJsland
Deze lijst van voetbalinterlands is een overzicht van alle officiële voetbalwedstrijden tussen de nationale teams van Brazilië en IJsland. De landen speelden tot op heden twee keer tegen elkaar. De eerste ontmoeting, een vriendschappelijke wedstrijd, werd gespeeld in Florianópolis op 4 mei 1994. Het laatste duel, eveneens een vriendschappelijke wedstrijd, vond plaats op 7 maart 2002 in Cuiabá.

## Wedstrijden
| № | Plaats        | Datum        | Competitie        | Wedstrijd          | Uitslag |
| - | ------------- | ------------ | ----------------- | ------------------ | ------- |
| 1 | Florianópolis | 4 mei 1994   | Vriendschappelijk | Brazilië – IJsland | 3 – 0   |
| 2 | Cuiabá        | 7 maart 2002 | Vriendschappelijk | Brazilië – IJsland | 6 – 1   |

## Samenvatting
| Competitie        | Totaal gespeeld | Winst Brazilië | Gelijk | Winst IJsland | Doelsaldo Brazilië – IJsland |
| ----------------- | --------------- | -------------- | ------ | ------------- | ---------------------------- |
| Vriendschappelijk | 2               | 2              | 0      | 0             | 9 − 1                        |
| Totaal            | 2               | 2              | 0      | 0             | 9 − 1                        |

Wedstrijden bepaald door strafschoppen worden, in lijn met de FIFA, als een gelijkspel gerekend.